# Michael Christian Festing
Michael Christian Festing (* 29. November 1705 in London; † 24. Juli 1752 ebenda) war ein englischer Violinist und Komponist des Spätbarock.

## Leben

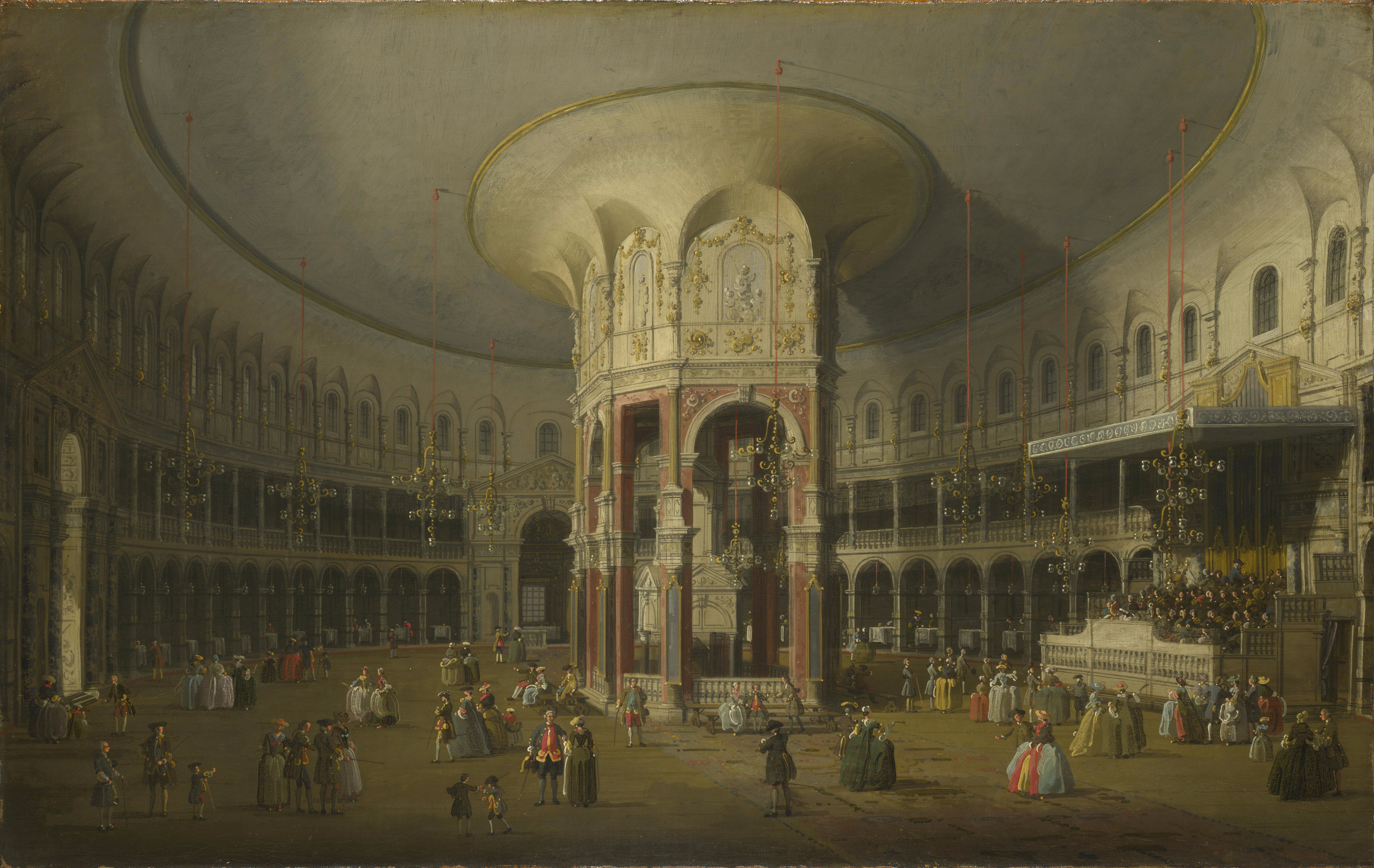
Inneres der Rotonde von „Ranelagh Gardens“, Gemälde von Canaletto 1754

Michael Christian Festing erhielt Unterricht bei Richard Jones und später bei Francesco Geminiani. Sein erster bekannt gewordener öffentlicher Auftritt erfolgte 1732 in „Hickford's Rooms“, einem beliebten Konzertsaal Londons. Zu den festen Anstellungen die Festing hatte, gehörte die eines Violinisten am „King's Theatre“, die des „Master of the King's Musick“ einer Position, die er von James Moore übernahm. Möglicherweise war er eine Zeit lang Leiters des „Italian opera house“, ab 1742 war er Leiter von „Ranelagh Gardens“, einem kostenpflichtigen Vergnügungsgarten in London. 1738 war er ein Gründungsmitglied einer Stiftung zu Gunsten verarmter Musiker, des „Fund for the Support of Decay'y Musicians and Their Families“, der sich zahlreiche bedeutende Musiker der Zeit anschlossen. Zu seinen bekanntesten Schülern zählte Thomas Arne. Festing hatte vier Kinder, sein Sohn, der Pfarrer Michael Festing (* 1725), war mit der Tochter Catherine seines Freundes Maurice Greene verheiratet.
Noten von Festing sind im Porträt von Joseph Gibbs (Thomas Gainsborough) im Hintergrund zu sehen. Es handelt sich hierbei um die erste Sonate aus Op. 7.

## Werke
Dank der finanziellen Unterstützung von reichen Förderern konnte Festing zahlreiche Werke veröffentlichen.
- Op. 1: 12 Sonaten für Violine und B. c. (London, 1730)
- Op. 2: 12 Sonata’s in three Parts für verschiedene Besetzungen (London, 1731)
- Op. 3: 12 Concerto’s in seven Parts (London, 1734)
- Op. 4: 8 Solo’s for a Violin and a thorough-Bass (London, 1736)
- Op. 5: 8 Concerto’s in seven Parts (London)
- Op. 6: 6 Sonata’s for two Violins and a Bassn (London, 1742)
- Op. 7: 6 Solo’s for a Violin and a thorough-Bass (London, 1744)
- Op. 8: 6 Sonaten für Violine und B. c. (London, um 1750)
- Op. 9: 6 Concertos in seven Parts (London, 1756)
- Airs für Blockflöte
- Minuetts with their Basses for Her Majesty Queen Caroline's Birthday für Flöte, Cembalo und B. c. (jeweils 1733, 1734 und 1735)
- Zahlreiche Kantaten mit Orchesterbegleitung